# Wszawiec
Wszawiec (Tordylium Tourn. ex L.) – rodzaj roślin z rodziny selerowatych. Obejmuje 20 gatunków. Występują one w południowej Europie (5 gatunków), północnej Afryce i południowo-zachodniej Azji. Centrum zróżnicowania stanowi wschodnia część basenu Morza Śródziemnego, zwłaszcza Turcja i Grecja. Liście Tordylium apulum spożywane są w Grecji jako warzywo.

## Morfologia
PokrójRośliny jednoroczne i dwuletnie zwykle szczeciniasto owłosione.
LiścieNiepodzielone i tylko karbowano piłkowane do 3-krotnie pierzastych. Odcinki liści jajowate.
KwiatyZebrane w baldaszki, a te w baldachy złożone. Pokrywy i pokrywki są nieliczne, czasem ich brak. Kwiaty są poligamiczne – część jest obupłciowa, a część tylko męska. Kielich czasem z okazałymi, lancetowatymi lub szydłowatymi, często nierównymi ząbkami, ale też czasem całkiem zredukowane. Płatki korony białe lub różowe, czasem żółte, nierówne, na górze wycięte i tam z łatką. Słupki dwa krótkie, wzniesione lub odgięte, krążek miodnikowy szeroko stożkowaty.
OwoceRozłupnie rozpadające się na dwie rozłupki, jajowate, eliptyczne do kolistych, silnie spłaszczone grzbietowo, omszone. Trzy żebra grzbietowe niezbyt wyraźne, natomiast dwa brzeżne silnie oskrzydlone.

## Systematyka
W obrębie rodziny selerowatych (baldaszkowatych) Apiaceae rodzaj klasyfikowany jest do podrodziny Apioideae, plemienia Tordylieae i podplemienia Tordyliinae.
Wykaz gatunków
- Tordylium aegaeum Runemark
- Tordylium aegyptiacum (L.) Poir.
- Tordylium apulum L.
- Tordylium brachytaenium Boiss. & Heldr.
- Tordylium cappadocicum Boiss.
- Tordylium carmeli (Labill.) Al-Eisawi
- Tordylium cordatum (Jacq.) Poir.
- Tordylium ebracteatum Al-Eisawi & Jury
- Tordylium elegans (Boiss. & Balansa) Alava & Hub.-Mor.
- Tordylium hasselquistiae DC.
- Tordylium hirtocarpum Candargy
- Tordylium ketenoglui H.Duman & A.Duran
- Tordylium lanatum (Boiss.) Boiss.
- Tordylium macropetalum Boiss.
- Tordylium maximum L. – wszawiec wielki[5]
- Tordylium officinale L.
- Tordylium pestalozzae Boiss.
- Tordylium pustulosum Boiss.
- Tordylium syriacum L.
- Tordylium trachycarpum (Boiss.) Al-Eisawi